# Teucholabis (Teucholabis) subpatens
Teucholabis (Teucholabis) subpatens is een tweevleugelige uit de familie steltmuggen (Limoniidae). De soort komt voor in het Neotropisch gebied.